# Marco I Pio

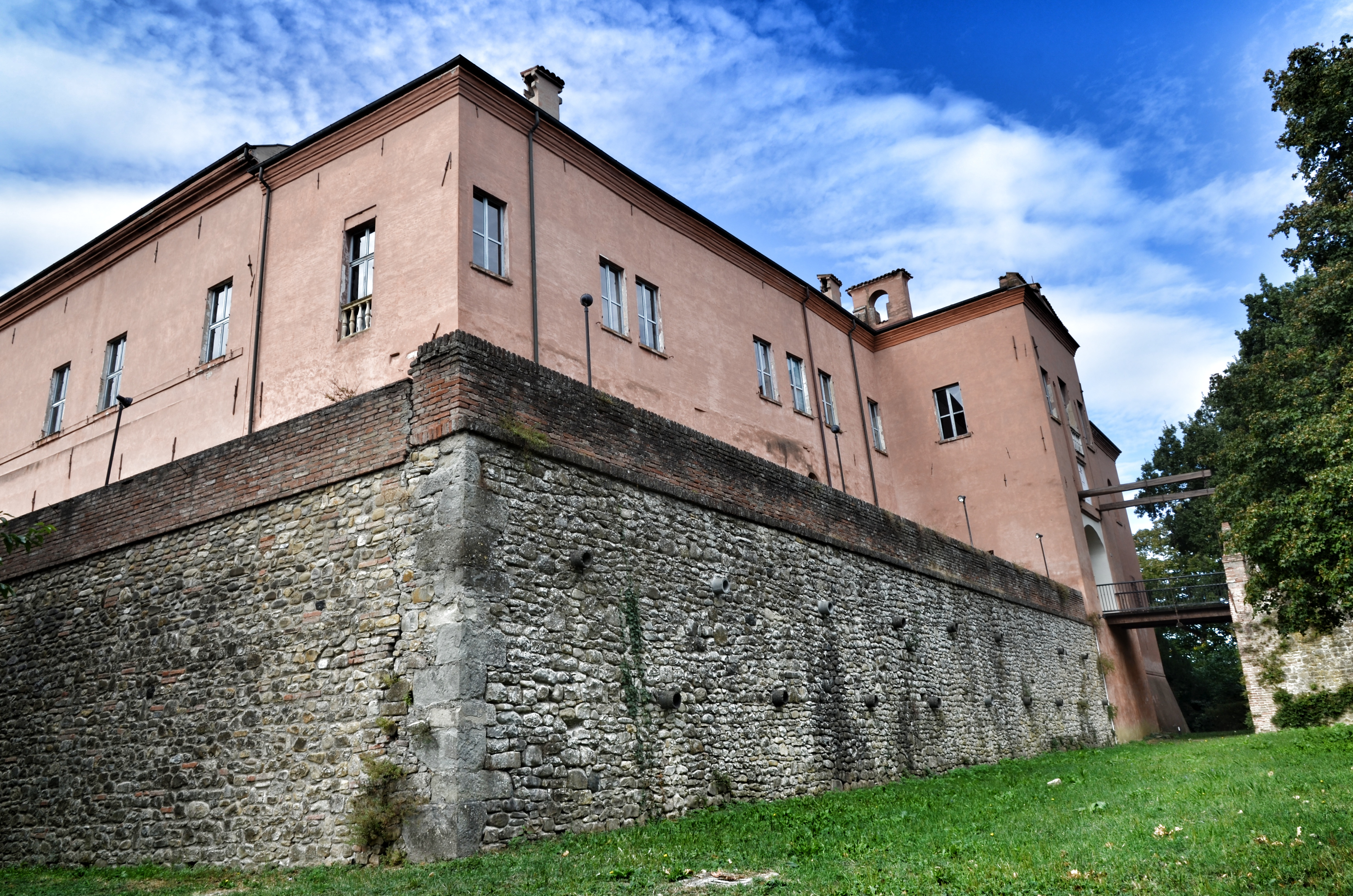
Fiorano Modenese, castello di Spezzano

Marco I Pio (Carpi, ... – Ferrara, agosto 1418) è stato un politico italiano, consignore di Carpi.

## Biografia
Era figlio di Giberto I Pio e di Bianca Casati. 
Alla morte del padre nel 1389 ottenne dall'imperatore Venceslao, unitamente ai fratelli minori Nicolò, Alberto e Gian Galeazzo, la conferma del feudo di Carpi e dalla Chiesa quello di Novi. Nel 1395, al fine di ingrandire i propri territori, occupò il castello di Spezzano e quello di Formigine, mentre Niccolò III d'Este si trovava sotto tutela per minore età. Nel 1400 venne incarcerato con l'accusa di aver tramato, con la famiglia dei Roberti, contro la famiglia estense. Appurata l'innocenza, venne liberato nel 1402 e investito da Niccolò III dei feudi di Marano, Spezzano, Formigine, Soliera, Brandola e altre con l'impegno di fedeltà verso la Casa d'Este. Nel 1406 venne ascritto alla nobiltà veneta assieme ai figli Alberto e Galasso.
Essendo rimasto da almeno un decennio unico signore di Carpi per la scomparsa senza eredi dei tre fratelli, fece testamento a Ferrara il 23 agosto 1418 e morì pochi giorni dopo, lasciando i figli sotto la protezione di Niccolò III d'Este.

## Discendenza
Marco sposò Taddea Roberti, da cui ebbe numerosi figli:
- Taddea, sposò Cristoforo Torelli di Montechiarugolo
- Giovanni (1399/1400 - prima del 4 marzo 1438), succedette al padre nella signoria con i fratelli, ma morì senza discendenza[4];
- Camilla, sposò Uguccione Contrari di Ferrara
- Orsolina
- Agnese (?-1474), sposò Manfredo I da Correggio
- Alberto (?-1464), suo successore nella signoria con i fratelli;
- Giberto (?-in battaglia 17 luglio 1446[5]), suo successore nella signoria con i fratelli; sposò (1) Alda di Aldobrandino da Polenta signore di Ravenna e quindi (2) Elisabetta Migliorati da Fermo (ca. 1410 - testò l'11 dicembre 1457[6]); suoi figli furono[5]:
  - (1) Marco, associato alla signoria dagli zii
  - (1) Ludovico (?-ante 1464), associato alla signoria dagli zii, fu condottiero di ventura nell'esercito pontificio;
  - (2) Camilla (1440-1504);
  - (2) Cornelia Taddea (1441-1521), sposò Giulio Ascanio Boiardo, conte di Scandiano;
  - (2) Maria Cleofe (?-testò il 22 marzo 1513[7]), sposò nel 1458 Giovanni I Borromeo, conte di Arona (12 maggio 1439-14 novembre 1495);
  - (?) Verde, sposò Giovanni Rossi;
  - (?) Eleonora, sposò Delfino da Barignano
- Margherita (?-1470), sposò nel 1442 Taddeo d'Este
- Bianca, sposò Guido di Tomaso Chiavelli, signore di Fabriano
- Pietra (testò il 24 novembre 1468), sposò dopo il 1418 Francesco III Pico della Mirandola[8]
- Galasso (?-1465), suo successore nella signoria con i fratelli; sposò nel 1427 circa Margherita, figlia naturale di Niccolò III d'Este (morta nel 1452) e quindi nel 1453 Costanza Boiardo, da lui rapita anni prima e tenuta come concubina; ebbe tredici figli dalla prima moglie, più un illegittimo[9][10]:
  - Giovanni Marco (?-decapitato 22 settembre 1469), complottò contro Borso d'Este e fu condannato a morte[11][12]. Sposò Polissena Appiani ed ebbe tre figli:
    - Francesco (?-dopo il 1489)
    - Borso (?-dopo il 1489)
    - Galasso (?-dopo il 1489)

  - Giovanni Ludovico (?-decapitato 12 agosto 1469), complottò contro Borso d'Este e fu condannato a morte[11]. Sposò Aurante di Jacopo Orsini, cognata di Lorenzo il Magnifico ed ebbe cinque figli[13]:
    - Latino (?-poco prima del 4 agosto 1514), investito vescovo di Vieste il 5 dicembre 1505
    - Galasso (?-in battaglia contro Venezia 15..), uomo d'armi nelle truppe imperiali
    - Margherita (?-fra il 1507 e il 1513), sposò il 26 gennaio 1475 Gaspare Sanseverino
    - Zaffira Giovanna (10 settembre 1467-?), sposò il 22 luglio 1476 Galeotto II Malaspina, marchese di Fosdinovo
    - Ludovica (postuma, ottobre 1469-?), sposò Bernardo Morelli, nobiluomo fiorentino

  - Giovanni Marsiglio (1440-testò il 6 ottobre 1514 e morì poco dopo), imprigionato fino al 1477 e privato dei diritti di successione, fu uomo di lettere e lasciò rime e un Giornale degli anni di detenzione. Sposò Taddea Donnini (?-prima del 4 dicembre 1511) ed ebbe cinque figli:
    - Manfredo, lasciò discendenza.
    - Galasso
    - Marsabilia
    - Margherita
    - (illegittimo) Ercole

  - Gian Niccolò (?-dopo il 1489), imprigionato fino al 1477 e privato dei diritti di successione
  - Gian Princivalle (?-dopo il 1489), imprigionato e privato dei diritti di successione, riuscì ad evadere nel 1472. Sposò Elisa di Alberto Rangoni;
  - Giovanni Carlo (?-prima del 1469);
  - Manfredo, imprigionato e privato dei diritti di successione, riuscì ad evadere nel 1472
  - Bernardino (?-1489), imprigionato fino al 1477 e privato dei diritti di successione
  - Marsabilia (?-24 agosto 1476), sposò Taddeo Manfredi, signore di Imola
  - Ginevra (?-dopo il 1489)
  - Bianca (?-dopo il 1489)
  - Lucia (?-dopo il 1489)
  - Ludovica (?-dopo il 1489)
  - (illegittimo) Tommaso, abate commendatario di Santa Maria in Carpi, Protonotario apostolico dal 1459; coinvolto con i fratelli nella congiura contro gli Estensi, ne condivise la prigionia fra il 1469 e il 1477[14].
- Ippolita (XV secolo).[15]

## Ascendenza
|                                    |   |                          | Genitori              |  |  | Nonni |  |  | Bisnonni       |  |  | Trisnonni    |  |
|                                    |   |                          |                       |  |  |       |  |  | Manfredo I Pio |  |  | Federigo Pio |  |
|                                    |   |                          |                       |  |  |       |  |  | Manfredo I Pio |  |  | Federigo Pio |  |
|                                    |   | Agnese da Gorzano        |                       |  |  |       |  |  | Manfredo I Pio |  |  |              |  |
| Galasso I Pio                      |   |                          |                       |  |  |       |  |  | Manfredo I Pio |  |  |              |  |
|                                    |   | Fiandrina de' Bocchi     | …                     |  |  |       |  |  |                |  |  |              |  |
|                                    |   | Fiandrina de' Bocchi     | …                     |  |  |       |  |  |                |  |  |              |  |
|                                    |   | Fiandrina de' Bocchi     | …                     |  |  |       |  |  |                |  |  |              |  |
| Giberto I Pio, IV signore di Carpi |   | Fiandrina de' Bocchi     |                       |  |  |       |  |  |                |  |  |              |  |
|                                    |   | Giberto III da Correggio | Guido II da Correggio |  |  |       |  |  |                |  |  |              |  |
|                                    |   | Giberto III da Correggio | Guido II da Correggio |  |  |       |  |  |                |  |  |              |  |
|                                    |   | Giberto III da Correggio | Mabilia della Gente   |  |  |       |  |  |                |  |  |              |  |
| Beatrice da Correggio              |   | Giberto III da Correggio |                       |  |  |       |  |  |                |  |  |              |  |
|                                    |   | Elena Malaspina          | Malaspina Mulazzo     |  |  |       |  |  |                |  |  |              |  |
|                                    |   | Elena Malaspina          | Malaspina Mulazzo     |  |  |       |  |  |                |  |  |              |  |
|                                    |   | Elena Malaspina          | …                     |  |  |       |  |  |                |  |  |              |  |
| Marco I Pio di Savoia              |   | Elena Malaspina          |                       |  |  |       |  |  |                |  |  |              |  |
|                                    | … | …                        |                       |  |  |       |  |  |                |  |  |              |  |
|                                    | … | …                        |                       |  |  |       |  |  |                |  |  |              |  |
|                                    | … | …                        |                       |  |  |       |  |  |                |  |  |              |  |
| …                                  | … |                          |                       |  |  |       |  |  |                |  |  |              |  |
|                                    |   | …                        | …                     |  |  |       |  |  |                |  |  |              |  |
|                                    |   | …                        | …                     |  |  |       |  |  |                |  |  |              |  |
|                                    |   | …                        | …                     |  |  |       |  |  |                |  |  |              |  |
| Bianca Casati                      |   | …                        |                       |  |  |       |  |  |                |  |  |              |  |
|                                    |   | …                        | …                     |  |  |       |  |  |                |  |  |              |  |
|                                    |   | …                        | …                     |  |  |       |  |  |                |  |  |              |  |
|                                    |   | …                        | …                     |  |  |       |  |  |                |  |  |              |  |
| …                                  |   | …                        |                       |  |  |       |  |  |                |  |  |              |  |
|                                    |   | …                        | …                     |  |  |       |  |  |                |  |  |              |  |
|                                    |   | …                        | …                     |  |  |       |  |  |                |  |  |              |  |
|                                    |   | …                        | …                     |  |  |       |  |  |                |  |  |              |  |
|                                    |   | …                        |                       |  |  |       |  |  |                |  |  |              |  |